# Blue (manga)
Blue (ブルー?, Buru) è un manga creato da Kiriko Nananan. Descrive una storia yuri, concentrandosi sul rapporto d'amore tra le due protagoniste: le due ragazze, compagne di scuola al liceo, si rendono conto un po' alla volta che i loro sentimenti reciproci stanno sfociando in qualcosa di diverso e di più rispetto alla normale amicizia femminile.

## Trama
Kayako è al suo terzo anno di scuola superiore e sua abitudine è diventata oramai quella d'intrufolarsi nelle faccende della vita quotidiana dell'amica e vicina di banco Masami. Quest'ultima, a causa del suo esser rimasta incinta è stata trasferita in un altro istituto, dopo esser stata costretta ad abortire dalla famiglia.
Kayako, fin dal primo momento che l'ha vista il giorno in cui è entrata in classe, s'è immediatamente affezionata a Masami; una simpatia, un fascino, un interesse speciale e particolarissimo nasce subito in lei nei suoi confronti. Per capire cos'ha provato Masami, e cercar così di comprenderla meglio, fa il possibile per immedesimarsi in lei: vuole sapere com'è esattamente copulare con un ragazzo per la prima volta, quando si è ancora vergini.
Infine fa ammettere a Masami che anche lei prova qualcosa nei suoi confronti, anzi che ne è decisamente innamorata: dopo questa reciproca confessione si scambiano un lungo ed appassionato bacio. Le due portano avanti una relazione romantica e cominciano a fare programmi per un futuro assieme: sperano di riuscire a trasferirsi a Tokyo e lì trovare un appartamento in cui poter convivere.
Kayako verrà ad apprendere che l'uomo con cui è stata Masami, e che l'ha messa incinta, è un trentenne all'epoca sposato e già con un figlio piccolo: un giorno incontra le due ragazze per strada e le fa sapere che il giorno seguente sarebbe partito per un viaggio in compagnia di vecchi amici.
Finisce che Kayako si rassegna a partire da sola per Tokyo, dove va a studiare grafica e design: è stata convinta a non perdere l'occasione di farsi una posizione sociale solida. Masami rimane a casa perché i suoi genitori hanno bisogno di lei. Kayako, che s'era dimostrata precedentemente un po' gelosa, assicura l'amica che non la dimenticherà mai: si promettono eterna fedeltà.

## Media

### Manga
Blue è scritto e illustrato da Kiriko Nananan. Il manga fu serializzato sulla rivista per manga alternativi COMIC Are!, edita da Magazine House, da gennaio a ottobre 1996. Un volume formato tankōbon contenente tutti i capitoli fu pubblicato il 24 aprile 1997. La versione inglese, pubblicata da Fanfare/Ponent Mon, fu pubblicata il 15 marzo 2006.

### Live action
Nel 2001 è stato distribuito nelle sale cinematografiche giapponesi un film live action basato sul manga. Il film è diretto da Hiroshi Ando e dura 116 minuti. Nel cast principale sono presenti Mikako Ichikawa nel ruolo di Kayako Kirishima e Manami Konishi nel ruolo di Masami Endo.